# Clebsch-Gordan-Koeffizient
Die Clebsch-Gordan-Koeffizienten finden ihre Verwendung in der Kopplung quantenmechanischer Drehimpulse. Es handelt sich dabei um Entwicklungskoeffizienten, mit denen man aus der Basis der Einzeldrehimpulse in die Basis des Gesamtdrehimpulses übergeht. Sie werden zur Berechnung der Spin-Bahn-Kopplung sowie im Isospin-Formalismus verwendet.
Sie wurden nach Alfred Clebsch (1833–1872) und Paul Gordan (1837–1912) benannt. Statt Clebsch-Gordan-Koeffizienten kann man auch nach Eugene Wigner die damit verwandten 3j-Symbole verwenden.

## Drehimpulskopplung
- → siehe auch den Abschnitt Addition von Drehimpulsen im Artikel Drehimpulsoperator

Man geht von zwei Drehimpulsen {\displaystyle {\vec {J}}_{1}} und {\displaystyle {\vec {J}}_{2}} aus, die jeweils die Quantenzahlen {\displaystyle j_{1}} und {\displaystyle m_{1}} (z-Komponente), bzw. {\displaystyle j_{2}} und {\displaystyle m_{2}} besitzen. Dabei nehmen {\displaystyle m_{1}} und {\displaystyle m_{2}} folgende Werte an: {\displaystyle m_{1}\in \{-j_{1},-j_{1}+1,\dots ,j_{1}\}} und {\displaystyle m_{2}\in \{-j_{2},-j_{2}+1,\dots ,j_{2}\}}, und die Drehimpulse vertauschen untereinander: {\displaystyle [{\vec {J}}_{1},{\vec {J}}_{2}]=0} (s. Quantenmechanischer Kommutator). Das bedeutet, dass man die einzelnen Drehimpulse unabhängig voneinander scharf messen kann. Jeder dieser Drehimpulse hat seinen eigenen Eigenraum, der durch die Eigenvektoren {\displaystyle \left|j_{1},m_{1}\right\rangle } bzw. {\displaystyle \left|j_{2},m_{2}\right\rangle } aufgespannt wird. In der Basis dieser Eigenvektoren {\displaystyle \left|j_{1},m_{1}\right\rangle } hat das Quadrat von {\displaystyle {\vec {J}}_{1}} und eine Komponente dieses Operators eine diagonale Gestalt. Das Gleiche gilt in analoger Weise auch für {\displaystyle {\vec {J}}_{2}}.
Die einzelnen Drehimpulse {\displaystyle {\vec {J}}_{1}} und {\displaystyle {\vec {J}}_{2}} koppeln nun zu einem Gesamtdrehimpuls {\displaystyle {\vec {J}}={\vec {J}}_{1}+{\vec {J}}_{2}}. D.h. die einzelnen Komponenten addieren sich vektoriell.
Die  Eigenzustände des Gesamtdrehimpulses besitzen die Quantenzahlen {\displaystyle J} und {\displaystyle M}. Sie können die folgenden Werte annehmen:
{\displaystyle |j_{1}-j_{2}|\leq J\leq |j_{1}+j_{2}|} und {\displaystyle M=[-J,-J+1,\dots ,J]}.
Da der Gesamtdrehimpuls {\displaystyle {\vec {J}}} aus beiden Drehimpulsen {\displaystyle {\vec {J}}_{1}} und {\displaystyle {\vec {J}}_{2}} besteht, können die Zustände des Gesamtdrehimpulses im Produktraum der einzelnen Eigenzustände dargestellt werden:
{\displaystyle \left|j_{1},m_{1};j_{2},m_{2}\right\rangle =\left|j_{1},m_{1}\right\rangle \otimes |j_{2},m_{2}\rangle ,}
wobei {\displaystyle \otimes } das Tensorprodukt bezeichnet.
Allerdings sind diese Zustände im Allgemeinen keine Eigenvektoren des Gesamtdrehimpulses {\displaystyle {\vec {J}}}, so dass er in dieser Basis keine Diagonalgestalt besitzt.

## Eigenbasis des Gesamtdrehimpulsoperators
Die Eigenvektoren von {\displaystyle {\vec {J}}} werden durch die Quantenzahlen {\displaystyle J}, {\displaystyle M}, {\displaystyle j_{1}} und {\displaystyle j_{2}} eindeutig festgelegt. Bezüglich der neuen Basis aus Eigenvektoren hat der Gesamtdrehimpuls {\displaystyle {\vec {J}}} wieder eine einfache Diagonalgestalt. Es gilt:
{\displaystyle {\vec {J}}^{2}\left|J,M,j_{1},j_{2}\right\rangle =J(J+1)\hbar ^{2}\left|J,M,j_{1},j_{2}\right\rangle }
{\displaystyle J_{z}\left|J,M,j_{1},j_{2}\right\rangle =M\hbar \left|J,M,j_{1},j_{2}\right\rangle }
Die Clebsch-Gordan-Koeffizienten geben nun den Übergang der Produktbasis {\displaystyle \left|j_{1},m_{1};j_{2},m_{2}\right\rangle } in die Eigenbasis {\displaystyle \left|J,M,j_{1},j_{2}\right\rangle } an (unitäre Transformation):
{\displaystyle \left|J,M,j_{1},j_{2}\right\rangle =\sum _{m_{1},m_{2}}\left|j_{1},m_{1};j_{2},m_{2}\right\rangle \langle \ j_{1},m_{1};j_{2},m_{2}|J,M,j_{1},j_{2}\rangle .}
Dabei sind {\displaystyle \langle \ j_{1},m_{1};j_{2},m_{2}|J,M,j_{1},j_{2}\ \rangle } die Clebsch-Gordan-Koeffizienten.

## Schreibweise der Clebsch-Gordan-Koeffizienten
Neben der Schreibweise
{\displaystyle \langle \ j_{1},m_{1};j_{2},m_{2}|J,M,j_{1},j_{2}\ \rangle }
ist auch die Notation
{\displaystyle \langle \ j_{1}\,j_{2}\,m_{1}\,m_{2}\,|\,J\,M\,j_{1}\,j_{2}\ \rangle }
sowie die vereinfachte Form
{\displaystyle \langle \ j_{1}\,j_{2}\,m_{1}\,m_{2}\,|\,J\,M\ \rangle }
üblich.

## Eigenschaften der Clebsch-Gordan-Koeffizienten
- Die Clebsch-Gordan-Koeffizienten sind gleich Null, wenn eine der beiden Bedingungen {\displaystyle |j_{1}-j_{2}|\leq J\leq j_{1}+j_{2}} oder {\displaystyle M=m_{1}+m_{2}} nicht erfüllt ist:

{\displaystyle \langle j_{1},m_{1};j_{2},m_{2}|J,M,j_{1},j_{2}\rangle \neq 0\quad \Rightarrow \quad |j_{1}-j_{2}|\leq J\leq j_{1}+j_{2}\ \ \wedge \ \ M=m_{1}+m_{2}}  („Auswahlregeln“).
- Die Clebsch-Gordan-Koeffizienten sind konventionsgemäß reell:

{\displaystyle \langle j_{1},m_{1};j_{2},m_{2}|J,M,j_{1},j_{2}\rangle \in \mathbb {R} .}
- Folgender Clebsch-Gordan-Koeffizient zu {\displaystyle M=J} ist konventionsgemäß positiv:

{\displaystyle \langle j_{1},j_{1};j_{2},J-j_{1}|J,J,j_{1},j_{2}\rangle >0.}
- Der Clebsch-Gordan-Koeffizient zu {\displaystyle M} ist betragsmäßig gleich dem Clebsch-Gordan-Koeffizient zu {\displaystyle -M} gemäß

{\displaystyle \langle j_{1},m_{1};j_{2},m_{2}|J,M,j_{1},j_{2}\rangle =(-1)^{j_{1}+j_{2}-J}\langle j_{1},-m_{1};j_{2},-m_{2}|J,-M,j_{1},j_{2}\rangle .}
- Die Clebsch-Gordan-Koeffizienten erfüllen die Orthogonalitätsrelation

{\displaystyle \sum _{m_{1},m_{2}}\langle j_{1},m_{1};j_{2},m_{2}|J,M,j_{1},j_{2}\rangle \langle j_{1},m_{1};j_{2},m_{2}|J',M',j_{1},j_{2}\rangle =\delta _{JJ'}\delta _{MM'}.}
- Die Clebsch-Gordan-Koeffizienten erfüllen die Orthogonalitätsrelation

{\displaystyle \sum _{J,M}\langle j_{1},m_{1};j_{2},m_{2}|J,M,j_{1},j_{2}\rangle \langle j_{1},m_{1}';j_{2},m_{2}'|J,M,j_{1},j_{2}\rangle =\delta _{m_{1}m_{1}'}\delta _{m_{2}m_{2}'}.}

## Ermittlung der Clebsch-Gordan-Koeffizienten
Der Eigenzustand mit {\displaystyle J=j_{1}+j_{2}} und {\displaystyle M=J} lässt sich sofort in der Produktbasis angeben (nur ein Clebsch-Gordan-Koeffizient gleich 1, alle anderen Null):
{\displaystyle |j_{1}+j_{2},j_{1}+j_{2},j_{1},j_{2}\rangle =|j_{1},j_{1};j_{2},j_{2}\rangle }
Durch Anwenden des Absteigeoperators {\displaystyle J_{-}=J_{1\,-}+J_{2\,-}} erhält man die Zustände {\displaystyle |j_{1}+j_{2},j_{1}+j_{2}-1,j_{1},j_{2}\rangle } bis {\displaystyle |j_{1}+j_{2},-j_{1}-j_{2},j_{1},j_{2}\rangle }, also zu {\displaystyle J=j_{1}+j_{2}} alle Zustände mit {\displaystyle M=-J,\dots ,J=-j_{1}-j_{2},\dots ,j_{1}+j_{2}}.
Den Zustand {\displaystyle |j_{1}+j_{2}-1,j_{1}+j_{2}-1,j_{1},j_{2}\rangle } erhält man aus der Forderung nach Orthogonalität zu {\displaystyle |j_{1}+j_{2},j_{1}+j_{2}-1,j_{1},j_{2}\rangle } und der Konvention, dass der Clebsch-Gordan-Koeffizient für {\displaystyle M=J} positiv ist.
Mit dem Absteigeoperator können zu {\displaystyle J=j_{1}+j_{2}-1} wieder alle Zustände mit {\displaystyle M=-j_{1}-j_{2}+1,\dots ,j_{1}+j_{2}-1} erzeugt werden. Dieses Verfahren wird nun iterativ wiederholt bis {\displaystyle J=|j_{1}-j_{2}|}.

## SU(N)-Clebsch-Gordan-Koeffizienten
Die Kommutatorrelationen der Drehimpulsoperatoren zeigen, dass jeder so definierte Drehimpuls eine Algebra bildet, die im mathematischen Sinne isomorph zu der der Lie-Algebra der speziellen unitären Gruppe SU(2) ist.
In der Quantenmechanik lassen sich jedoch nicht nur Zustände koppeln, die Drehimpulsquantenzahlen bzw. su(2)-Quantenzahlen tragen, sondern auch Zustände mit su(N)-Quantenzahlen. Dies passiert z. B. in der Quantenchromodynamik. Um die dabei auftretenden Clebsch-Gordan-Koeffizienten zu berechnen, sind ebenfalls Algorithmen bekannt.

## Verallgemeinerung: Ausreduzierung einer Produktdarstellung
Man kann die Theorie der Clebsch-Gordan-Koeffizienten als Spezialfall aus der Darstellungstheorie der Gruppen auffassen. Und zwar gilt, dass die von zwei (oder mehr) Produkten der Funktionen {\displaystyle u_{\alpha _{1}}^{\gamma _{1}}\cdot u_{\alpha _{2}}^{\gamma _{2}}\,\,(\cdot \dots )} aufgespannte „Produktdarstellung“ {\displaystyle {\hat {\gamma }}_{1}\otimes {\hat {\gamma }}_{2}\,\,(\otimes \dots )} i. a. reduzibel ist. Sie kann daher nach den irreduziblen Darstellungen {\displaystyle {\hat {J}}} „ausreduziert“ werden, wobei die  ganzzahligen „Vielfachheiten“, mit denen diese im allgemeinen Fall vorkommen können, bei der Drehgruppe nur den Wert 1 annehmen.
Im vorliegenden Fall sind jedenfalls die genannten Produkte von der Form {\displaystyle u_{m_{l}}^{l}\cdot v_{m_{s}}^{s}} und die zugehörige irreduzible Darstellung wird durch Funktionen der Form {\displaystyle w_{M_{J}}^{J}} aufgespannt.
Also abstrakt, mit den irreduziblen Darstellungen der Drehgruppe
{\displaystyle {\hat {\gamma }}_{1}\otimes {\hat {\gamma }}_{2}\ \ {\stackrel {\text{ausred.}}{=}}\ \ {\hat {J}},} wobei z. B. {\displaystyle {\hat {\gamma }}_{1}} der Größe l entspricht und {\displaystyle {\hat {\gamma }}_{2}} analog zu s ist.
Die bei dieser Ausreduzierung auftretenden komplexwertigen Entwicklungskoeffizienten sind die Clebsch-Gordan-Koeffizienten.